# Jackson Center (Ohio)
Pour les articles homonymes, voir Jackson Center.
Jackson Center est un village américain situé dans le comté de Shelby, dans l'Ohio. Selon le recensement de 2010, sa population est de 1 462 habitants.